# شرفة مفرجة

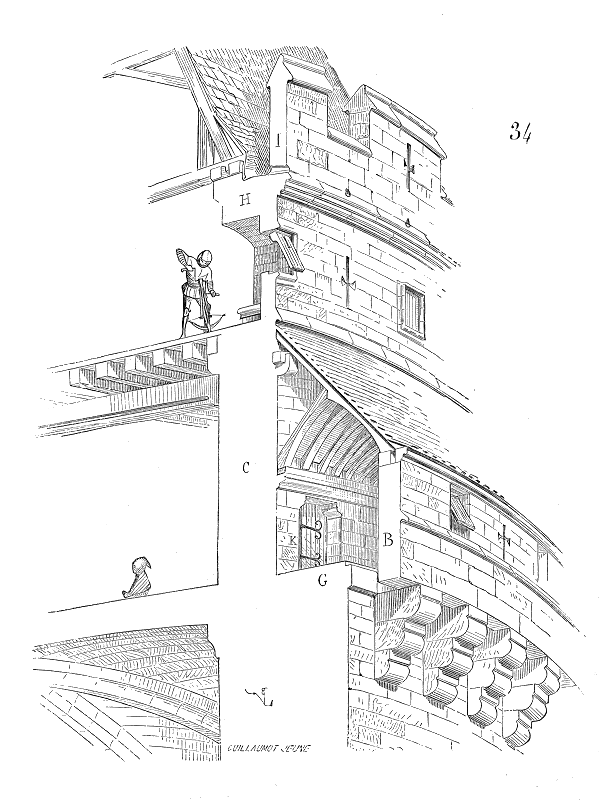
شُرَف مُفرَّجَات

تتكون الشُّرفَة المُفَرَّجة في العمارة الدفاعية، مثل تلك الموجودة في جدران المدينة أو القلاع، من دريئة (أي جدار دفاعي منخفض، يراوح ارتفاعه من ارتفاع الصدر إلى ارتفاع الرأس)، تُنفَذ ضمنه فجوات أو ثغرات غالبًا ما تكون مستطيلة الشكل، تُنشأ على مسافات متتالية تسمح بإطلاق السهام أو المقذوفات الأخرى من داخل الدفاعات. تُسمى هذه الفجوات «فُرَج» (وتُسمى أيضًا كوى)، ويُسمى الجدار أو المبنى الذي يحتويهم بالمُفَرَّج. يُسمى فعل إضافة الفُرج إلى الدريئة غير المفرجة سابقًا بالتفريج (أي تزويد الجدار بفرج).
إن وظيفة الشرفة المفرجة هي حماية المدافعين عن طريق إعطائهم شيئًا للاختباء وراءه، إذ يمكنهم أن يُطلوا منها لرمي مقذوفاتهم. قد يُصمم مبنى دفاعي ويُبنى متضمنًا الشرفة المفرجة أو قد يُحصن منزل الإقطاعية الموجود أساسًا بإضافة الشرفة المفرجة إليه حيث لا يوجد درئية في الأصل، أو تقطيع في الجدران ضمن حائط الدريئة الموجود أصلًا.
تُسمى العروض المصمتة بين الجدران بالثلمات. تحمي الشرفة المفرجة الموجودة على الجدران الممرات (الممشى) الواقعة خلفها. يُستخدم السطح الذي يكون في الغالب مستويًا على أسطح البرج أو المباني كمنصة قتال محمية.

## التصريح لتزويد الجدران بفتحات
مُنحت تراخيص لتزويد الجدران بفتحات في إنجلترا وويلز في العصور الوسطى، وقدم هذا الترخيص لحامله الإذن بتحصين ممتلكاته. كان الملك وحكام المقاطعات ضمن ولاياتهم المسؤولين عن منح مثل هذه التراخيص، فعلى سبيل المثال، مُنحت تراخيص من قبل أساقفة دورهام وإيرل تشيستر وبعد عام 1351 من قبل دوقات لانكستر. يفوق عدد القلاع في إنجلترا عدد التصاريح إلى حد كبير. يمكن الحصول على العفو الملكي عند دفع غرامة محددة بشكل تعسفي من قبل شخص تحصن دون ترخيص. توفر السجلات التي نجت لمثل هذه التراخيص والصادرة عمومًا عن طريق براءة تمليك، أدلة قيمة لتاريخ المباني القديمة. جُمعت التراخيص التي أصدرها التاج الإنجليزي بين القرنين الثاني عشر والسادس عشر من قبل تيرنر وباركر وتوسعت وصُححت من قبل فيليب دافيس ونُشرت في مجلة مجموعة دراسات القلعة.
كان هناك جدل أكاديمي حول الغرض من الترخيص. يرى المؤرخون الذين يركزون على الجيش، أن الترخيص يحد من عدد التحصينات التي يمكن استخدامها ضد الجيش الملكي. اقترح تشارلز كولسون وجهة النظر الحديثة، ومفادها أن الأسوار أصبحت رمزًا معماريًا كان يتطلبه الطموح الاجتماعي، وبهذا قال كولسون: «كانت التراخيص التي تسمح بتزويد الجدران بالفتحات تمثيلات رمزية بشكل رئيسي للوضع الملكي: فقد كان التحصين التعبير المعماري لرتبة النبلاء». أظهرت هذه الفتحات في جدران المبنى للمراقب الخارجي «اعترافًا ملكيًا وتقديرًا ومديحًا»، وفي الوقت نفسه وفرت رادعًا أساسيًا ضد فرق اللصوص المتجولة، ويقترح كولسون أيضًا أن وظيفة الأسوار مماثلة للنظام الحديث الذي يتبعه أصحاب المنازل من خلال وضع أجهزة الدائرة التلفزيونية المرئية وأجهزة الإنذار ضد السرقة التي غالبًا ما تكون مجرد دمى. لم يفرض التاج رسومًا على منح مثل هذه التراخيص، ولكنه فرض أحيانًا رسومًا تبلغ نصف مارك.

## لمحة تاريخية
استخدمت الشرفة المفرجة لآلاف السنين. تُعد الشرفة المفرجة الموجودة في القلعة في بوهين، مصر، أقدم مثال مبكر على الشرفة المفرجة. استُخدمت الشرفة المفرجة في الجدران المحيطة بالمدن الآشورية، كما يظهر من خلال النقوش البارزة في نمرود وأماكن أخرى. ما تزال آثار زينة الشرفات موجودة في موكناي في اليونان، وتشير بعض المزهريات اليونانية القديمة إلى وجود الشرفة المفرجة. يمتلك سور الصين العظيم الشرفة المفرجة أيضًا.  

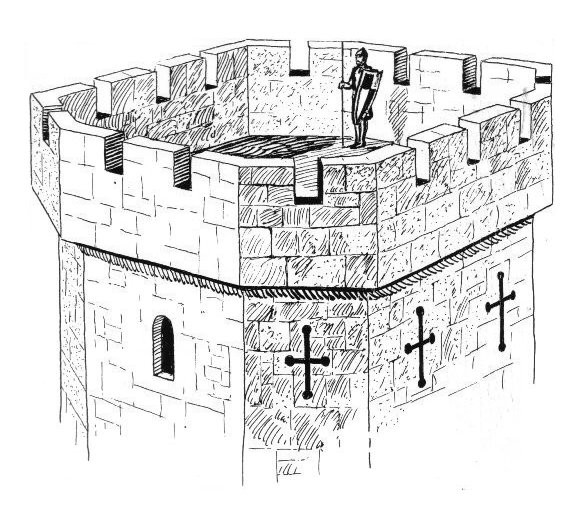
رسم توضيحي لزينة الشرفات.